# Marshall Flaum
Marshall Allen Flaum (* 13. September 1925 in Brooklyn, New York City; † 1. Oktober 2010 in Los Angeles, Kalifornien) war ein US-amerikanischer Filmregisseur, Drehbuchautor und Produzent von Dokumentarfilmen.

## Leben
Marshall Flaum wurde im Brooklyner Viertel Bensonhurst geboren und wuchs in der Stadt Union City im US-Bundesstaat New Jersey auf. Nachdem er im Zweiten Weltkrieg als Soldat gedient hatte, studierte er Schauspiel an der University of Iowa, wo er 1948 seinen Bachelor-Abschluss erlangte. Er erhielt Unterricht von Lee Strasberg und spielte kleine Rollen in den Broadway-Stücken Julius Caesar (1950) am Arena Theatre und Romeo and Juliet am Broadhurst Theatre (1951), schlug aber letztlich keine Schauspielerkarriere ein.
Stattdessen begann er 1957 als Autor und Co-Produzent an der CBS-TV-Doku-Show The Twentieth Century mitzuarbeiten. Die Sendung präsentierte Filme über bedeutsame Ereignisse des 20. Jahrhunderts und wurde von Walter Cronkite moderiert. Flaum war an den Episoden The Red Sell: The Propaganda Mill und The Red Sell: Report from the Targets beteiligt, einem zweiteiligen Special über gegen die Vereinigten Staaten gerichtete, sowjetische Propaganda.
1962 zog Flaum nach Los Angeles. Dort arbeitete er mit dem Produzenten David L. Wolper (Wolper Productions) zusammen. Seine Dokumentation The Yanks Are Coming über den Einsatz der US-amerikanischen Streitkräfte im Ersten Weltkrieg war bei der Oscarverleihung 1964 in der Kategorie „Bester Dokumentarfilm“ nominiert. Eine weitere Oscar-Nominierung in dieser Kategorie brachte ihm 1966 Let My People Go: The Story of Israel ein, ein Film über die Geschichte der Juden von Anfang des 20. Jahrhunderts bis zur Gründung Israels 1948.
Flaum war an einer Reihe von TV-Dokumentationen zum Thema Natur beteiligt, häufig an Specials oder Folgen von Serien wie Jacques-Yves Cousteaus Geheimnisse des Meeres und The World About Us. Ein weiterer Schwerpunkt seiner Arbeit war die Porträtierung von Hollywoodpersönlichkeiten wie Humphrey Bogart (Bogart, 1967), David O. Selznick (Hollywood: The Selznick Years, 1970) und Bing Crosby. Als Produzenten von  Bing Crosby: His Life and Legend (1978) waren Flaum und Franklin Konigsberg für einen Emmy in der Kategorie „Outstanding Information Special“ nominiert. Eine weitere Emmy-Nominierung in der Kategorie „Outstanding Children’s Program“ erhielt Flaum 1990 für eine Dokumentation über das amerikanische Animationsstudio Hanna-Barbera.
Marshall Flaum starb 2010 mit 85 Jahren im Cedars-Sinai Medical Center in Los Angeles an Komplikationen, die während einer Hüftoperation auftraten. Er hinterließ seine Frau Gita, geb. Miller, sowie seine Kinder Erica und Seth Flaum, die beide als Filmeditoren arbeiten.

## Filmografie (Auswahl)
- 1958: The Twentieth Century (Dokumentar-Fernsehserie, 2 Folgen)
- 1962: Hollywood The Fabulous Era
- 1963: Hollywood: The Great Stars
- 1963: The Yanks Are Coming
- 1963: Escape to Freedom
- 1963: Ten Seconds That Shook the World
- 1963: The American Woman in the 20th Century
- 1964: The Rise and Fall of American Communism
- 1964: Trial at Nuremberg
- 1964: December 7th – The Day of Infamy
- 1964: Berlin: Kaiser to Khruschchev
- 1964: The Battle of Britain
- 1965: Let My People Go: The Story of Israel
- 1967: Bogart
- 1970–1976: Geheimnisse des Meeres (Dokumentar-Fernsehserie, 20 Folgen)
- 1970: Hollywood: The Selznick Years
- 1973: Jane Goodall and the World of Animal Behavior: The Wild Dogs of Africa
- 1976: Lions of the Serengeti
- 1978: Bing Crosby: His Life and Legend
- 1982: Counterattack: Crime in America
- 1985: Dorothy Stratten: The Untold Story
- 1989: A Yabba-Dabba-Doo Celebration!: 50 Years of Hanna-Barbera
- 2003: The Desilu Story